# Аморг
Аморг (др.-греч. Ἀμόργης) — персидский военачальник VI—V веков до н. э.

## Биография
В 499 году до н. э. в Ионии началось выступление греческих городов против владычества Ахеменидов. После первых успехов восставших на их сторону перешли и некоторые неэллинские города и народности, в том числе многие карийцы.
Аморг вместе с военачальником Даврисом руководил действиями персидской армии на территории Карии после возвращения из экспедиции на Геллеспонте. В 497 году до н. э. они смогли одержать решительную победу над восставшими в упорной битве у так называемых «Белых Столпов» на реке Марсий, впадающей в Меандр. Перед этим карийцы не прислушались к совету Пиксодара, зятя царя киликийцев Сиеннесия, предлагавшего сражаться имея реку с тыла для того, чтобы лишившись возможности для отступления, «показать чудеса храбрости.» Было в итоге решено поступить противоположным способом в расчете на то, что проигравшие битву персы станут бросаться в реку, откуда не смогут уже выбраться.
После разгрома разбитые карийцы укрылись в священной роще храма Зевса Стратия, расположенного у города Лабранда. Здесь беглецы стали обсуждать свое положение: сдаться ли им на милость врага или совсем покинуть родину. В это время на помощь им прибыли милетяне и другие греки. Союзники вступили в новую битву с персами, «еще более ожесточенную, чем прежде», но вновь потерпели сокрушительное поражение.
Однако затем карийцы, руководимые Гераклидом Миласским, смогли заманить персидскую армию в ловушку вблизи города Педаса и в ночном сражении уничтожить все их войско. Аморг пал на поле боя вместе со всеми соплеменниками.